# 卡尔-菲利普 (萨尔姆-萨尔姆)
卡尔-菲利普·约瑟夫·佩特鲁斯·科莱施蒂努斯·巴尔塔萨（德語：Carl-Philipp Joseph Petrus Cölestinus Balthasar；1933年5月19日—），出生于安霍尔特。是萨尔姆-萨尔姆亲王尼库劳斯·利奥波德与第一任妻子瑞德公主伊达的次子，称第十四代萨尔姆亲王，第九代萨尔姆-萨尔姆亲王，第九代萨尔姆-基尔堡亲王，荒地和莱茵伯爵，阿豪斯和博霍尔特亲王，霍格斯特拉滕公爵，安霍尔特伯爵，温施廷根和维尔特的领主。
1961年2月8日，卡尔-菲利普在慕尼黑与艾丽卡·冯·摩尔根结婚，有三子一女：
- 埃曼努埃尔·菲利普·尼库劳斯·约翰·费利克斯（ Emanuel Philipp Nikolaus Johann Felix，1961年12月6日－）；
- 菲利普·佩特鲁斯·安德烈阿斯·安东尼乌斯·约阿希姆（Philipp Petrus Andreas Antonius Jochim，1963年7月5日－）；
- 菲丽西塔斯·梅塞琳娜·约瑟法·弗莱明娜·玛丽亚（Felicitas Marcellina Josepha Flaminia Maria，1965年7月1日－）；
- 克莱门斯·安格鲁斯·保罗·斐迪南·莫里茨（Clemens Angelus Paul Ferdinand Moritz，1966年11月18日－）。

卡尔-菲利普亲王与艾丽卡1979年离婚；1993年7月19日，又与伊丽莎白·弗里希结婚。